# デザインズオンローム
デザインズオンローム(英:Designs On Rome、香港:威爾頓)とは、アイルランドで生産・アイルランド及び香港で調教されていた競走馬である。主な勝ち鞍は、2014年のクイーンエリザベス2世カップ、香港カップ、2015年・2016年の香港ゴールドカップ。

## 戦績
2012年5月に、アイルランドのゴウランパーク競馬場で行われた未勝利戦にてデビュー。同年のナショナルステークスではドーンアプローチの2着に好走、計5戦1勝の成績を残して香港へ移籍した。
移籍後はハンデキャップ戦で順当に勝利を重ね、2014年2月の香港クラシックカップに出走。レースでは同厩のエイブルフレンドを抑えて勝利し、続く香港ダービーでも外からエイブルフレンドを強襲して連勝、香港クラシック三冠の内二冠を達成した。勢いそのままに挑んだ次走のクイーンエリザベス2世カップでは、前年覇者のミリタリーアタックや日本馬のエピファネイアらを退けてGI初勝利を飾った。これらの活躍が評価され、7月4日に行われた2013／2014シーズンの香港チャンピオンアワードセレモニーでは「香港馬王(香港年度代表馬)」に選出された(同時に「最優秀中距離馬」と、ファン投票で選出する「最高人気馬」にも選ばれている)。その後は4戦するも勝ち星を挙げることができず、そのまま年末の香港カップへ出走した。精彩を欠いた近走にもかかわらず1番人気に推されて挑んだレースでは、直線で抜け出しを図ったクライテリオンやシリュスデゼーグルを捕らえると、最後はミリタリーアタックとの激しい追い比べを制してGI2勝目を挙げ、その人気に応えてみせた。
翌2015年には、センテナリーヴァーズを叩きで勝利した後香港ゴールドカップに出走。レースでは残り200mで先頭に立つとそのまま押し切ってGI3勝目を挙げた。しかし、その後はドバイシーマクラシックや連覇を狙って挑んだクイーンエリザベス2世カップ、香港カップでいずれも4着に敗れるなど勝ちきれないレースが続いた。
翌2016年は香港スチュワーズカップを8着に敗れるも、連覇を狙って香港ゴールドカップに出走した。レースでは残り100mで先頭に立って前年同様に後方勢の追撃を抑えて優勝、GI4勝目を挙げるとともに同レース連覇を達成した。その後はGIなどを3戦し、10月のシャティントロフィーを勝利するがこれ以降は勝ち星を挙げることはできず、2017年のチャンピオンズ&チャターカップの6着を最後に現役を引退した。
現役引退後はオーストラリアのメルボルンにある養老牧場「リビングレジェンド」で余生を過ごしていたが、2025年1月12日に疝痛のためこの世を去ったことが、17日に香港ジョッキークラブから発表された。

## 血統表
| デザインズオンロームの血統 | デザインズオンロームの血統                                                                                      | デザインズオンロームの血統                                                                                      | （血統表の出典）                                                                                                | （血統表の出典） |
| 父系                       | デインヒル系 | デインヒル系 | デインヒル系 | [ § 2 ]          |
| 父 Holy Roman Emperor 2004 | 父の父Danehill 1986                                                                                             | Danzig | Northern Dancer                                                                                                 | Northern Dancer  |
| 父 Holy Roman Emperor 2004 | 父の父Danehill 1986                                                                                             | Danzig | Pas de Nom |                  |
| 父 Holy Roman Emperor 2004 | 父の父Danehill 1986                                                                                             | Razyana | His Majesty | His Majesty      |
| 父 Holy Roman Emperor 2004 | 父の父Danehill 1986                                                                                             | Razyana | Spring Adieu |                  |
| 父 Holy Roman Emperor 2004 | 父の母L'On Vite 1986                                                                                            | Secretariat | Bold Ruler | Bold Ruler       |
| 父 Holy Roman Emperor 2004 | 父の母L'On Vite 1986                                                                                            | Secretariat | Somethingroyal                                                                                                  |                  |
| 父 Holy Roman Emperor 2004 | 父の母L'On Vite 1986                                                                                            | Fanfreluche | Northern Dancer                                                                                                 | Northern Dancer  |
| 父 Holy Roman Emperor 2004 | 父の母L'On Vite 1986                                                                                            | Fanfreluche | Ciboulette |                  |
| 母 Summer Trysting 1992    | 母の父Alleged 1974                                                                                              | Hoist The Flag                                                                                                  | Tom Rolfe | Tom Rolfe        |
| 母 Summer Trysting 1992    | 母の父Alleged 1974                                                                                              | Hoist The Flag                                                                                                  | Wavy Navy |                  |
| 母 Summer Trysting 1992    | 母の父Alleged 1974                                                                                              | Princess Pout                                                                                                   | Prince John | Prince John      |
| 母 Summer Trysting 1992    | 母の父Alleged 1974                                                                                              | Princess Pout                                                                                                   | Determined Lady                                                                                                 |                  |
| 母 Summer Trysting 1992    | 母の母Seasonal Pickup 1981                                                                                      | The Minstrel | Northern Dancer                                                                                                 | Northern Dancer  |
| 母 Summer Trysting 1992    | 母の母Seasonal Pickup 1981                                                                                      | The Minstrel | Fleur |                  |
| 母 Summer Trysting 1992    | 母の母Seasonal Pickup 1981                                                                                      | Bubinka | Nashua | Nashua           |
| 母 Summer Trysting 1992    | 母の母Seasonal Pickup 1981                                                                                      | Bubinka | Stolen Date |                  |
| 母系(F-No.)                | (FN:8-f) | (FN:8-f) | (FN:8-f) | [ § 3 ]          |
| 5代内の近親交配            | Northern Dancer4×4×4=18.75%、Natalma5×5×5×5=12.5％、Prince quillo5×5=6.25%、Ribot5×5=6.25％、Nasrullah5×5=6.25% | Northern Dancer4×4×4=18.75%、Natalma5×5×5×5=12.5％、Prince quillo5×5=6.25%、Ribot5×5=6.25％、Nasrullah5×5=6.25% | Northern Dancer4×4×4=18.75%、Natalma5×5×5×5=12.5％、Prince quillo5×5=6.25%、Ribot5×5=6.25％、Nasrullah5×5=6.25% | [ § 4 ]          |
| 出典                       | 1. 2. 3. 4. | 1. 2. 3. 4. | 1. 2. 3. 4. | 1. 2. 3. 4.      |

- 甥に2018年アイリッシュ2000ギニー勝ち馬のRomanisedがいる。